# Alfabeto estoniano
O alfabeto estónio ou estoniano é derivado do alfabeto latino, incluindo 23 caracteres:
O C, F, Q, Š, Z, Ž, W, X e Y são utilizados apenas em palavras estrangeiras, sobretudo nomes.
O alfabeto completo, incluindo estas últimas letras, tem 32 letras: